# 이재후 (아나운서)
이재후(李裁厚, 1970년 12월 30일 ~ )는 KBS의 아나운서다.

## 학력
- 1986년 ~ 1989년 : 충남고등학교 졸업
- 1989년 ~ 1995년 : 충남대학교 경제학과 학사

## 경력
- 1995년 : BBS불교방송 아나운서
- 1997년 : 한국방송공사 24기 공채 아나운서(KBS진주방송국 지역근무)

## 출연
- KBS 1TV TV쇼 진품명품 출장감정 MC (1999년 ~ 2000년)
- KBS 2TV 스포츠 중계석 (2002년 ~ 2003년)

## 방송

### TV
| 연도      | 방송사    | 프로그램                         | 담당        | 비고 |
| --------- | --------- | -------------------------------- | ----------- | --- |
| 1999~2000 | KBS1      | KBS 뉴스광장                     | 진행        | 뉴스광장 스포츠                                                                                            |
| 1999~2000 | KBS2 KBS1 | TV쇼 진품명품                    | 패널        | 출장감정 MC                                                                                                |
| 2000      | KBS위성2  | 잉글랜드 프리미어리그 하이라이트 | 캐스터      | |
| 2001~2002 | KBS2      | 열려라 동요세상                  | 진행        | |
| 2001~2002 | KBS1      | KBS 스포츠 9                     | 진행        | 주말 |
| 2001      | KBS2      | 톡톡 이브닝                      | 패널        | 스타 통신 연예퀵 서비스, 이재후의 이브닝통신                                                               |
| 2001      | KBS2      | 어린이 뉴스탐험                  | 진행        | |
| 2002      | KBS1      | KBS 뉴스 5                       | 임시진행    | 2002년 8월 14일 ~ 2002년 8월 15일                                                                          |
| 2002      | KBS1      | 도전! 골든벨                     | 출연        | 2002년 10월 27일, 148회 대전 충남고 편(최종문제:50번 골든벨 문제 탈락) 출신 동문으로 문제출제 및 잠시 출연 |
| 2002      | KBS2      | 여기는 TV 정보센터               | 진행        | |
| 2003      | KBS2      | 스포츠 스포츠                    | 진행        | |
| 2004      | KBS2      | 인간극장                         | 출연        | 2004년 3월 1일 ~ 3월 5일 <마이크의 전사들> 출연 (2004년 30기 공채 아나운서 편 )                            |
| 2005      | KBS2      | 생방송 세상의 아침               | 진행        | 토요일, 1,2부 진행                                                                                         |
| 2005      | KBS1      | 비바! K리그                      | 시즌별 진행 | 2005년 5월 4일 ~ 2005년 12월 7일(2005년 시즌)                                                              |
| 2008~2009 | KBS1      | 비바! K리그                      | 시즌별 진행 | 2008년 4월 7일 ~ 2009년 12월 7일(2008년~2009년 시즌)                                                       |
| 2018      | KBS1      | 비바! K리그                      | 시즌별 진행 | 2018년 4월 2일 ~ 2018년 10월 29일(2018년 시즌), 여자MC 박소현(KBS) 아나운서와 같이 진행                    |
| 2006      | KBS1      | 생로병사의 비밀                  | 출연        | 2006년 5월 16일, 151회 《기호식품에 대한 첨단분석 보고서 - 제2편 두 얼굴의 유혹, 카페인 (커피)》           |
| 2008      | KBS1      | 생로병사의 비밀                  | 공동진행    | 2008년 4월 6일 ~ 2008년 11월 16일 여자MC 고민정 前 아나운서와 같이 진행                                    |
| 2007      | KBS1      | 유유자작                         | 진행        | |
| 2013      | KBS1      | 나의 두번째 짝을 찾습니다        | 진행        | 2013년 2월 20일 ~ 2013년 4월 4일                                                                           |
| 2014      | KBS2      | 따봉! 월드컵                     | 진행        | |
| 2018~2019 | KBS1      | TV비평 시청자데스크              | 진행        | |
| 2019      | KBS1      | TV비평 시청자데스크              | 출연        | |
| 2018      | KBS1      | 아침마당                         | 출연        | 1월 30일, 8046회 화요초대석                                                                                |
| 2018      | KBS1      | 아침마당                         | 출연        | 8월 6일, 8176회 월요토크쇼 베테랑                                                                          |
| 2021      | KBS1      | TV쇼 진품명품                    | 패널        | 1290회, 쇼감정단                                                                                           |
| 2021      | KBS1      | 우리말 겨루기                    | 출연        | 886회, 문제출제                                                                                            |

### 라디오
- 2001년 ~ 2002년 : KBS 2FM 《이재후의 사랑해요 FM》
- 2018년 : KBS 1라디오 《KBS 공감토론》
- 2020년 ~ 현재 : KBS 클래식FM 《출발 FM과 함께》

### 축구 중계
- 1999년 ~ 현재: KBS 1TV K리그 클래식
- 2012년 ~ 현재 KBS N 스포츠 라리가

### 배구 중계
- 2007년 ~ 현재: KBS 1TV, KBS N 스포츠 V리그

## 스포츠 캐스터 경력
| 연도 | 스포츠 캐스터 경력 사항             | 비고  |
| ---- | ----------------------------------- | ----- |
| 2002 | 2002년 한·일 월드컵 캐스터          |       |
| 2004 | 2004년 아테네 올림픽 캐스터         |       |
| 2006 | 2006년 토리노 동계 올림픽 캐스터    |       |
| 2006 | 2006년 독일 월드컵 캐스터           |       |
| 2006 | 2006년 도하 아시안 게임 캐스터      |       |
| 2008 | 2008년 베이징 올림픽 캐스터         |       |
| 2010 | 2010년 광저우 아시안 게임 캐스터    |       |
| 2011 | 2011년 동계 아시안 게임 캐스터      |       |
| 2012 | 2012년 런던 올림픽 캐스터           |       |
| 2013 | 2013년 FIFA 컨페더레이션스컵 캐스터 |       |
| 2014 | 2014년 소치 동계 올림픽 캐스터      |       |
| 2014 | 2014년 브라질 월드컵 캐스터         | [ 4 ] |
| 2014 | 2014년 인천 아시안 게임 캐스터      |       |
| 2015 | 2015년 AFC 아시안컵 캐스터          |       |
| 2015 | 2015년 하계 유니버시아드 캐스터     |       |
| 2015 | 2015년 세계 군인체육대회 캐스터     |       |
| 2016 | 2016년 리우데자네이루 올림픽 캐스터 |       |
| 2017 | 2017년 FIFA U-20 월드컵 캐스터      |       |
| 2017 | 2017년 FIFA 컨페더레이션스컵 캐스터 |       |
| 2018 | 2018년 평창 동계 올림픽 캐스터      |       |
| 2018 | 2018년 러시아 월드컵 캐스터         |       |
| 2018 | 2018년 자카르타 아시안 게임 캐스터  |       |
| 2021 | 2021 도쿄 올림픽 캐스터             |       |
| 2022 | 2022 베이징 올림픽 캐스터           |       |

## 홍보대사
- 2009년 : 충남대학교 홍보대사